# Moloko
Moloko var en electro/pop-gruppe fra Irland og Sheffield i England der blev dannet i 1994 og som og bestod af Róisín Murphy og Mark Brydon. Navnet "Moloko" kommer fra Anthony Burgess' A Clockwork Orange, hvor det betyder mælk (på russisk), men i overført betydning er det et slangudtryk for stoffer.
Roisin Murphy og Mark Brydon mødte hinanden til en fest, hvor Roisin prøvede at score Mark med den pick-up-line "Do you like my tight sweater? See how it fits my body!"
Mark havde tidligere spillet i en række bands i Sheffield, bl.a. gruppen Chakk, der spillede industrial funk.
Moloko debuterede i 1995 med albummet Do you like my tight sweater?. Deres andet album udkom i 1998 og hedder I'm Not A Doctor. Fra dette album stammer deres nok mest berømte sang "Sing It Back", da det blev remixet af Boris Dlugosch og blev et stort hit på Ibiza og banede vejen for gruppens internationale gennembrud. Den kom ind i top fem på Irish Singles Chart

## Diskografi

### Album
- Do You Like My Tight Sweater, (1995)
- I Am Not A Doctor, (1998)
- Things To Make And Do, (2000)
- Statues, (2003)

### Opsamlingsalbums
- Catalogue (2006)